# Рамсосайская кирха
Рамсосайская кирха (швед. Ramsåsa kyrka) — лютеранский храм в Рамсосе, в коммуне Тумелилла в лене Сконе. Является храмом церковного прихода Тумелилла епархии Лунда Шведской Церкви. Храм основан в XIII веке.
Первоначальное церковное здание, построенное около 1200 года в романском стиле состояло из нефа и алтаря с апсидой. Непропорционально большая колокольня, возведённая в XV веке, высотой почти равна длине нефа и доминирует в строении церкви. В том же XV веке был переделан интерьер церкви, надстроен сводчатый потолок. В 1846 году изменения были внесены в колокольню. В 1852—1853 годах церковь реконструировали по проекту архитектора Карла Георга Бруниуса. В 1954 году в храме были обнаружены и раскрыты средневековые фрески. В 1958—1961 годах церковь капитально отремонтировали. В 1986 году провели работы по защите росписей апсиды от дальнейшего разрушения.
Северная стена нефа содержит фрески XIV века, изображающие святого Христофора и Колесо Фортуны; последнее является необычным изображением для средневековых скандинавских фресок. Апсида также украшена фреской XIII века, изображающей Христа во славе, в необычной квадратной мандорле. Кроме того, рёбра алтарных сводов содержат декоративные росписи позднего средневековья.
Потолок церкви в позднем романском стиле выполнен в XIII веке. Над алтарём висит скульптурное Распятие с изображением торжествующего Христа с открытыми глазами, высоко поднятой головой и тонкими руками и ногами. Первоначально Христа венчала корона, которую в XV веке заменили терновым венцом. Вероятнее всего, в это же время были изменены и гербы на кресте. До 1907 года была спилена самая верхняя часть Распятия. Крест был обнаружен на чердаке церкви в начале XX века и хранился в Историческом музее Лундского университета до 1954 года, когда его вернули обратно в церковь. Купель для крещения позднего средневековья сделана из песчаника. Кафедра датируется XVII веком, но была сильно изменена в XVIII веке, когда в неё добавили деревянные скульптуры евангелистов авторства мастера Андерса Ро. Современный алтарный образ был установлен в 1961 году. На алтаре находится старинный реликварий. Среди предметов интерьера церкви также заслуживают внимание пудренный стул XVIII века в ризнице и ящик для пожертвований XVII века.
Современный пневматический орган в храме был построен в 1954 году Фабрикой по производству органов А. Мортенссона.